# 31690 Nayamenezes
1999 JK28 (asteroide 31690) é um asteroide da cintura principal. Possui uma excentricidade de 0.13735520 e uma inclinação de 0.12620º.
Este asteroide foi descoberto no dia 10 de maio de 1999 por LINEAR em Socorro.